# Hibiscus insularis
Hibiscus insularis är en malvaväxtart som beskrevs av Stephan Ladislaus Endlicher. Hibiscus insularis ingår i Hibiskussläktet som ingår i familjen malvaväxter. Inga underarter finns listade i Catalogue of Life.

## Bildgalleri

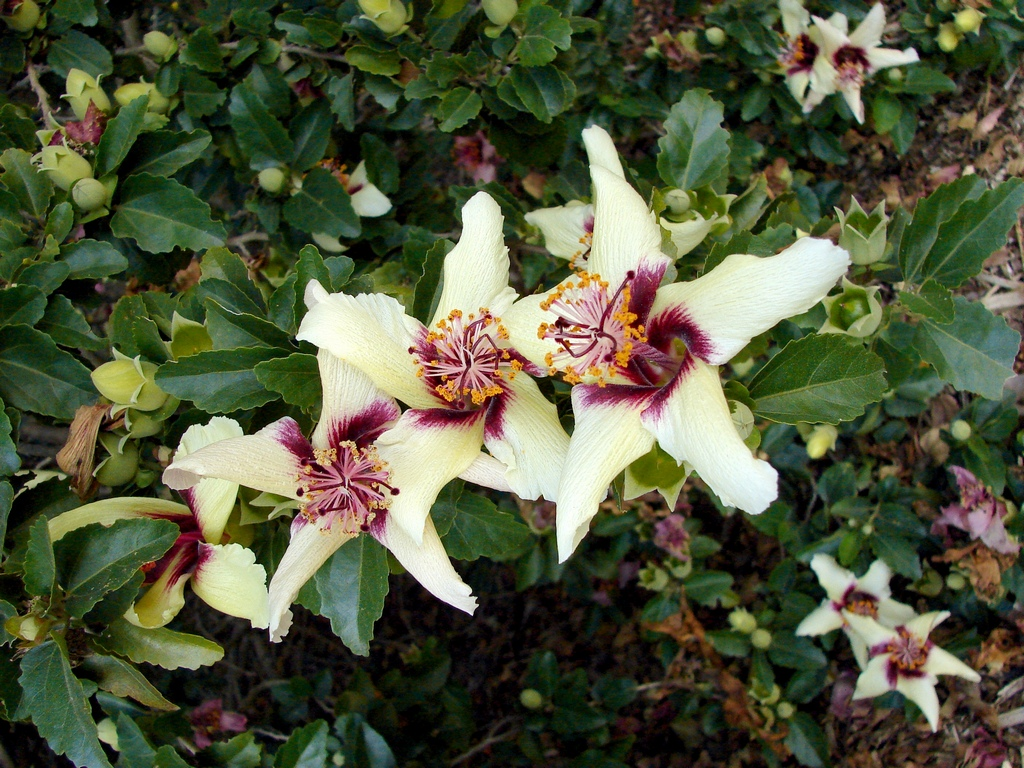
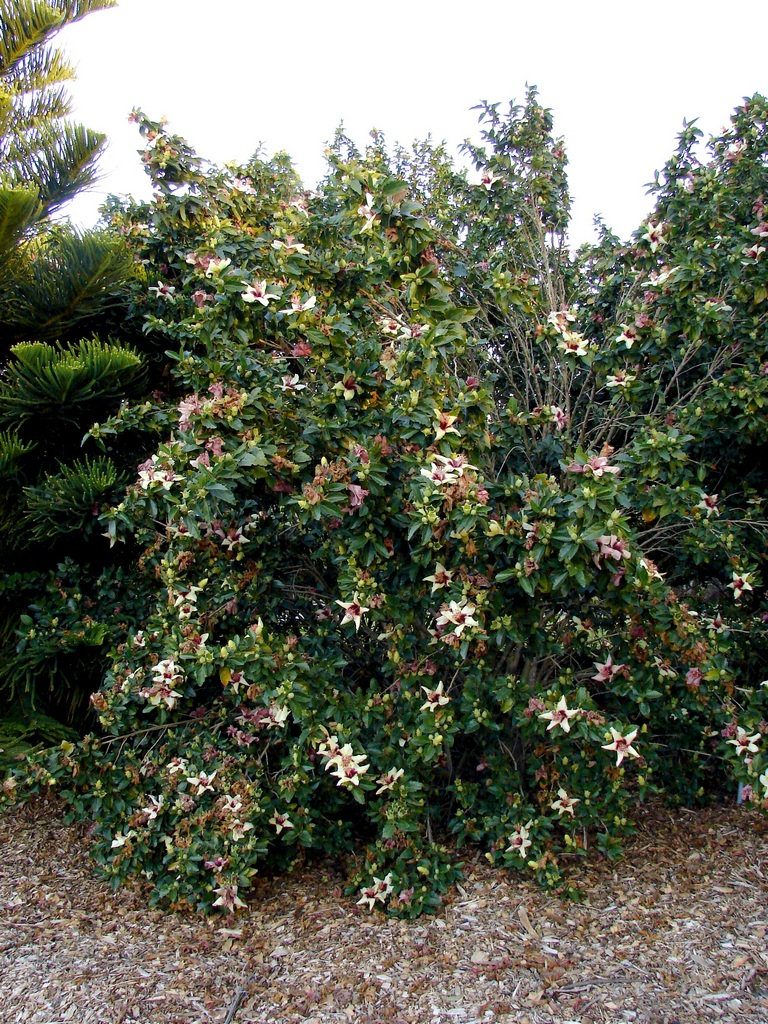